# جدول زمانی جنگ جهانی دوم (۱۹۴۰)
جدول زمانی جنگ جهانی دوم (انگلیسی: Timeline of World War II)

## ژانویه
۱: ۱۰۰۰۰ سرباز ژاپنی در تلاشی برای تسکین لشکر ۳۶ ژاپن که تقریباً محاصره شده بود، یک ضد حمله را در شرق استان شانشی در چین آغاز کردند.
۲: حمله شوروی در فنلاند با چندین پیروزی فنلاند متوقف شد. تعداد زیادی تانک شوروی منهدم شدند.
۷: جیره‌بندی مواد غذایی اساسی در بریتانیا ایجاد شد.
یک پیروزی بزرگ فنلاند در نبرد سوموسالمی گزارش شد؛ یک لشکر کامل شوروی از بین رفت و دوباره تعدادی از خودروهای نظامی دستگیر شدند.
۷: ژنرال سمیون تیموشنکو فرماندهی نیروهای ارتش شوروی در فنلاند را بر عهده گرفت.
۱۰: حادثه مشلان: یک هواپیمای آلمانی، حامل برنامه‌های مورد زرد، در بلژیک بی‌طرف سقوط کرد.
۱۶: اسناد ضبط شده نقشه‌های هیتلر را برای حمله به اسکاندیناوی و به تعویق انداختن حمله به فرانسه و کشورهای پایین تا بهار، زمانی که هوا برای تهاجم سازگارتر است، نشان می‌دهد.
۱۷: شوروی در فنلاند عقب رانده شد و با حملات هوایی سنگین تلافی کرد.
۲۰: زیردریایی U-44 آلمانی کشتی بخار یونانی Ekatontarchos Dracoulis را در ساعت ۰۴۱۵ در نزدیکی پرتغال با اژدر غرق کرد و ۶ نفر را کشت.
۲۱: ناوشکن انگلیسی اچ‌ام‌اس اکسموس (اچ۰۲) توسط یک او-بوت غرق شد و خدمه ۱۳۵ نفری آن همگی گم شدند.
۲۴: راینهارت هایدریش توسط گورینگ برای حل «مسئله یهود» منصوب شد.
۲۷: آلمان برنامه‌های نهایی برای حمله به دانمارک و نروژ را انجام داد.

## فوریه

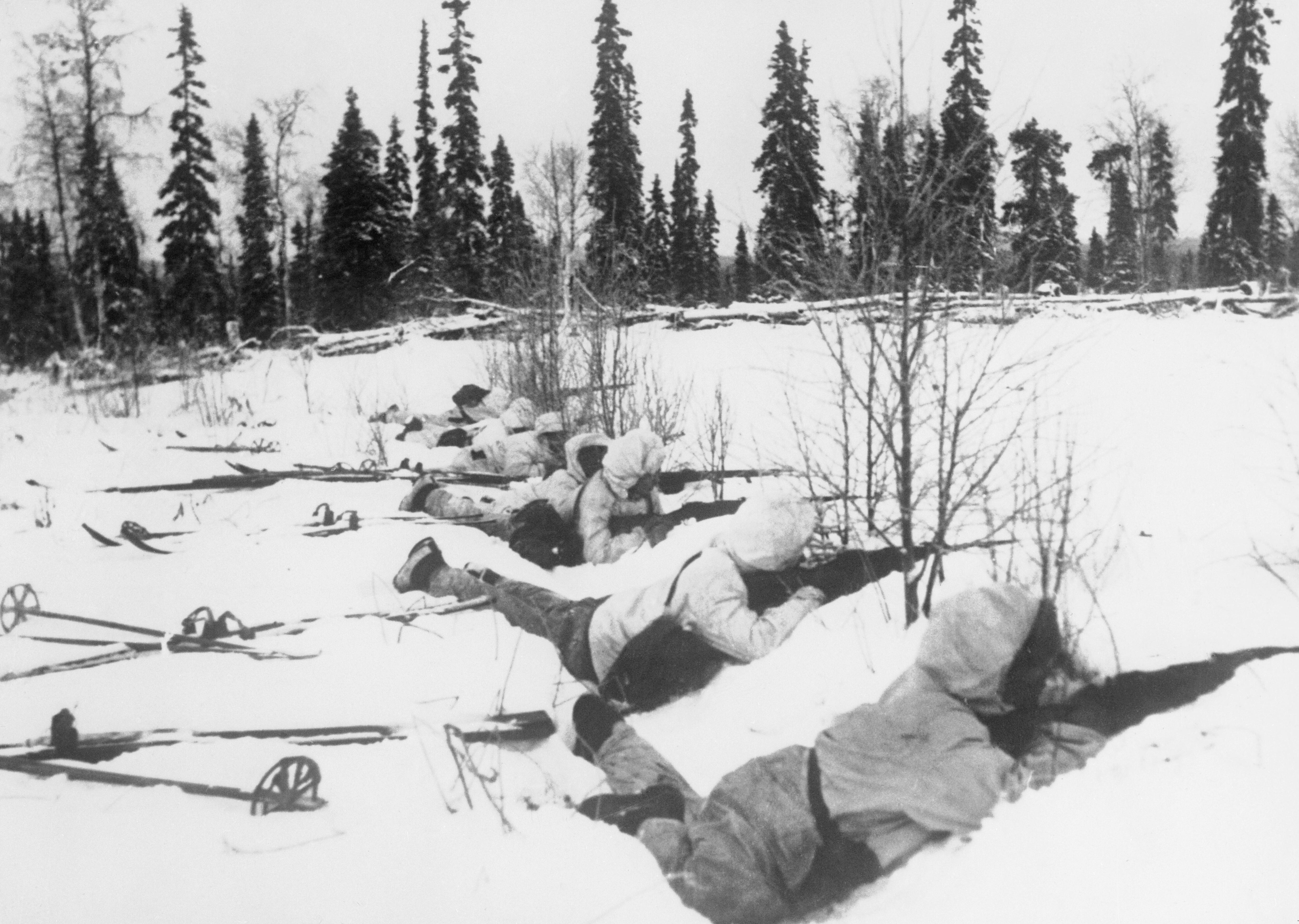
جنگ در فنلاند، 1940 یک گشت اسکی فنلاندی، در برف در حومه یک جنگل در شمال فنلاند، در حالت آماده باش برای سربازان روسی، 12 ژانویه 1940.

۱: رژیم ژاپن بودجه بالایی را که بیش از نیمی از هزینه‌های آن نظامی است اعلام می‌کند.
۵: بریتانیا و فرانسه تصمیم گرفتند در نروژ مداخله کنند تا تجارت سنگ آهن را در انتظار اشغال آلمانی‌ها قطع کنند و ظاهراً راهی برای کمک به فنلاند باز کنند. این عملیات قرار است حدود ۲۰ مارس آغاز شود.
۹: اریش فن مانشتاین به فرماندهی سپاه زرهی آلمان XXXVIII (38) منصوب می‌شود و آن را از برنامه‌ریزی تهاجم فرانسوی‌ها خارج می‌کند.
۱۰: اتحاد جماهیر شوروی با تأمین غلات و مواد خام به آلمان در یک معاهده تجاری جدید موافقت کرد.
۱۴: دولت بریتانیا از داوطلبان برای مبارزه در فنلاند دعوت می‌کند.
۱۵: ارتش شوروی سوما، یک نقطه دفاعی مهم در فنلاند را به تصرف خود درآورد و از این طریق خط مانرهیم را شکست.
هیتلر دستور جنگ بدون محدودیت زیردریایی را می‌دهد.
۱۶: ناوشکن بریتانیایی اچ‌ام‌اس کازاک (اف۰۳) به زور ۳۰۳ اسیر جنگی انگلیسی را از ترابری آلمانی نفت‌کش آلتمارک در آب‌های سرزمینی خنثی نروژ خارج کرد که جرقه حادثه آلتمارک شد.
۱۷: فنلاندی‌ها به عقب‌نشینی از خط مانرهیم ادامه می‌دهند.
مانشتاین برنامه‌های خود را برای حمله به فرانسه از طریق جنگل آردن به هیتلر ارائه می‌دهد.
۲۱: ژنرال نیکولاس فون فالکنهورست فرماندهی تهاجم آتی آلمان به نروژ را به عهده گرفت.

## مارس
۱: آدولف هیتلر ژنرال‌های خود را در برنامه‌ریزی حمله به دانمارک و نروژ هدایت می‌کند.
۳: شوروی حملات خود را به ویبورگ، دومین شهر بزرگ فنلاند آغاز کرد.
۵: فنلاند به شوروی می‌گوید که با شرایط آنها برای پایان دادن به جنگ موافقت خواهند کرد. روز بعد آنها فرستادگانی را برای مذاکره بر سر یک معاهده صلح به مسکو می‌فرستند.
۱۱: جیره‌بندی گوشت در بریتانیا آغاز شد.
۱۲: در مسکو، فنلاند پس از ۱۰۵ روز درگیری، یک معاهده صلح با اتحاد جماهیر شوروی امضا کرد. فنلاندی‌ها مجبورند در ازای صلح، قلمروهای قابل توجهی را واگذار کنند.
۱۶: حمله هوایی آلمان به جریان اسکاپا باعث اولین تلفات غیرنظامیان بریتانیا شد.
۱۸: هیتلر و موسولینی در گذرگاه برنر در مرز اتریش ملاقات کردند؛ بنیتو موسولینی با هیتلر موافقت کرد که ایتالیا «در یک لحظه مناسب» وارد جنگ شود.
۲۱: پل رینو پس از استعفای دالادیه در روز قبل، نخست‌وزیر فرانسه می‌شود.
۲۸: بریتانیا و فرانسه یک توافق رسمی امضا کردند که هیچ‌کدام از این کشورها به دنبال صلح جداگانه با آلمان نیستند.
۲۹: شوروی سرزمین‌های جدید می‌خواهد. مولوتف با شورای عالی در مورد «یک اختلاف حل نشده»، مسئله بسارابی رومانیایی صحبت می‌کند.
۳۰: ژاپن یک رژیم دست نشانده در نانجینگ، چین، تحت رهبری وانگ جینگ وی ایجاد می‌کند.
۳۰: بریتانیا با استفاده از عکاسی استریوسکوپی در ارتفاع بالا و با سرعت بالا که توسط سیدنی کاتن پیشگام بود، پروازهای شناسایی مخفیانه ای را برای عکاسی از مناطق هدف در داخل اتحاد جماهیر شوروی انجام می‌دهد تا برای عملیات پایک آماده شود.

## آوریل
آوریل: ۲۲۰۰۰ افسر، پلیس و دیگران لهستانی توسط NKVD شوروی در کشتار کاتین قتل‌عام شدند.
۳: کمیته دفاع وزرا با ریاست اولین لرد دریاسالاری وینستون چرچیل جایگزین پست وزارتی لرد ارنل چاتفیلد به عنوان وزیر هماهنگی دفاع می‌شود.
۹: آلمانی‌ها در چند بندر نروژ فرود می‌آیند و اسلو را می‌گیرند. نبرد نروژ دو ماه به طول می‌انجامد. انگلیسی‌ها عملیات نروژی خود را آغاز کردند. دانمارک در تهاجم آلمان به دانمارک (۱۹۴۰) مورد حمله قرار می‌گیرد و ظرف شش ساعت تسلیم می‌شود. رزمناو سنگین آلمانی ناو بلاچر در نبرد دروباک ساند غرق شد.
۱۰: آلمانی‌ها دولت نروژی را تحت رهبری ویدکون کوئیسلینگ، وزیر دفاع سابق تشکیل دادند.
رزمناو سبک آلمانی ناو کونیگزبرگ توسط بمب‌افکن‌های غواصی ناوگان هوایی بریتانیا غرق شد.
۱۱: اولین نبرد نارویک. ناوشکن‌ها و هواپیماهای انگلیسی با موفقیت یک حمله غافلگیرکننده علیه نیروی دریایی بزرگتر آلمان انجام دادند. حمله دوم در ۱۳ آوریل نیز موفقیت بریتانیا بود.
۱۲: نیروهای بریتانیایی جزایر فارو دانمارک را اشغال کردند.
۱۴: نیروهای انگلیسی و فرانسوی شروع به فرود در نامسوس، شمال تروندهایم در نروژ کردند.
۱۵: نیروهای بریتانیایی در هاشتاد، نزدیک نارویک، نروژ، فرود آمدند.
۱۶: فرود بیشتر بریتانیا در نروژ، به ویژه شمال و جنوب تروندهایم; مبارزه برای تروندهایم تا ۲۲ ادامه داشت.
۲۷: خروج نیروهای انگلیسی از مرکز نروژ، شمال و جنوب تروندهایم آغاز شد.

## مه
۱: متفقین شروع به تخلیه بنادر نروژ کردند. تلاش‌ها تا ژوئن ادامه پیدا کرد.
۵: دولت نروژ در تبعید در لندن تأسیس شد.
۷: بحث نروژ در مجلس عوام انگلستان آغاز شد.
۸: نخست‌وزیر نویل چمبرلین به سختی از یک رای اعتماد در مجلس عوام جان سالم به در می‌برد.
۹: خدمت اجباری در بریتانیا تا ۳۶ سالگی تمدید شد.
۱۰: آلمان به بلژیک، فرانسه، لوکزامبورگ و هلند حمله کرد. وینستون چرچیل با استعفای نویل چمبرلین نخست‌وزیر بریتانیا شد. انگلستان به ایسلند حمله می‌کند.
بلژیک وضعیت فوق‌العاده اعلام کرد. از چرچیل خواسته می‌شود تا یک دولت ائتلافی در زمان جنگ تشکیل دهد.
حمله گسترده آلمان به جبهه جبهه غربی (جنگ جهانی دوم):تهاجم به لوکزامبورگ، بلژیک، هلند و ایالت‌های فرانسه. چتربازان آلمانی در اقدامی جسورانه قلعه Eben Emael بلژیکی را تصرف کردند.
۱۰: نبرد لاهه اولین حمله شکست خورده چتربازان در تاریخ است زیرا هلندی‌ها به سرعت مهاجمان را شکست می‌دهند.
۱۱: لوکزامبورگ اشغال شد.
چرچیل به قیصر ویلهلم دوم که در آن زمان در هلند زندگی می‌کرد، در بریتانیا پناهندگی می‌دهد. او رد می‌کند.
۱۲: بلژیکی‌ها تمام پل‌های روی موز (رود) را منفجر می‌کنند تا پیشروی آلمان‌ها را متوقف کنند.
۱۲: نبرد آنوت در بلژیک آغاز می‌شود.
۱۳: دولت هلند در تبعید در لندن تأسیس شد.
سپاه زرهی (پانزر) ژنرال هاینتس گودریان در سدان، فرانسه نفوذ کرد.
ملکه ویلهلمینای هلند از هلند به پناهندگی در بریتانیا فرار می‌کند.
سخنرانی چرچیل خون، زحمت، اشک و عرق" در مجلس عوام.
۱۳: هلندی‌ها نبرد گرببرگ را به آلمانی‌ها باختند.
۱۴: ایجاد داوطلبان دفاع محلی (گارد داخلی) توسط وزیر امور خارجه جدید آنتونی آیدن اعلام شد. بیشتر از افراد مسن و بازنشسته تشکیل شده‌است.
چرچیل در این روزهای سیاه از رئیس‌جمهور روزولت و کانادا کمک می‌خواهد. رئوس مطالب ائتلاف جدید بریتانیا که شامل اعضای کارگر، لیبرال و محافظه‌کار است، علنی می‌شود.
۱۴: هلندی‌ها آلمانی‌ها را در نبرد آفسلایت‌دیک شکست دادند.
۱۴: حمله بمباران روتردام منجر به موفقیت آلمان در نبرد روتردام شد، در حالی که باعث مرگ غیرنظامیان و خسارات عظیم شد. هلند تصمیم گرفت به استثنای نیوزلند تسلیم شود.
۱۵: کاپیتولاسیون ارتش هلند امضا شد.
در پاسخ به بمباران روتردام، اولین  بمباران راهبردی در جریان جنگ جهانی دوم گلزنکیرشن را هدف قرار می‌دهد و پس از آن هامبورگ، برمن، کلن، اسن، دویسبورگ، دوسلدورف و هانوفر در طول روزهای بعدی انجام می‌شود.
نیروهای آلمانی از رودخانه موز عبور می‌کنند.
۱۶: چرچیل از پاریس دیدن می‌کند و می‌شنود که جنگ فرانسه به خوبی تمام شده‌است.
۱۶: دولت بلژیک با عقب‌نشینی ارتش بلژیک، بلژیک را به مقصد بوردو در فرانسه ترک کرد. بعداً به لندن نقل مکان کرد.
۱۷: آلمانی‌ها وارد بروکسل شدند و آنتورپ را نیز گرفتند.
پل رینو دولت جدید فرانسه را تشکیل می‌دهد، از جمله مارشال فیلیپ پتن، قهرمان فرانسوی جنگ جهانی اول، ۸۴ ساله.
۱۸: ماکسیم ویگان جایگزین موریس گاملین به عنوان فرمانده نیروهای مسلح فرانسه می‌شود.
آنتورپ تصرف شد.
۱۸: آلمانی‌ها در نبرد زیلند پیروز می‌شوند.
۱۹: آمین (شهر) در فرانسه توسط نیروهای آلمانی محاصره شده‌است. نیروهای اروین رومل آراس را احاطه کردند. سایر نیروهای آلمانی به Noyelles در کانال می‌رسند.
۱۹: انگلیسی‌ها تهاجم خود را به ایسلند کامل کردند.
۲۰: گروه‌های پانزر ژنرال گودریان ابویل را تصرف کردند و نیروهای متفقین را در منطقه تهدید کردند.
۲۳: آسوالد ماسلی، رهبر فاشیست‌های انگلیسی قبل از جنگ، زندانی شد.
۲۴: انگلیسی‌ها تصمیم نهایی برای توقف عملیات در نروژ گرفتند.
۲۵: نیروهای متفقین، انگلیسی و فرانسوی به‌طور یکسان، به دانکرک عقب‌نشینی کردند. هیتلر دستور توقف پیشروی آلمان‌ها به سمت ساحل متفقین را صادر می‌کند و به هرمان گورینگ اجازه می‌دهد تا از لوفت‌وافه برای حمله استفاده کند. نیروی هوایی بریتانیا  از ساحل دفاع می‌کند.
بمب‌گذاری‌های پراکنده لوفت‌وافه در انگلیس.
بولون-سور-مر تسلیم آلمانی‌ها می‌شود.
۲۵: اتحاد جماهیر شوروی در حال تدارک تسلط کامل در کشورهای بالتیک است و درگیری بین کشورهای بالتیک و اتحاد جماهیر شوروی را سازماندهی و ترتیب می‌دهد. دولت شوروی لیتوانی را به ربودن سربازان شوروی متهم می‌کند.
۲۵–۲۸: ۸۶ غیرنظامی بلژیکی توسط نیروهای آلمانی در روستای دنز به قتل رسیدند.
۲۶: کشتی گشتی A4 وارد پلیموث (انگلیس) شد و آخرین ۴۰ تن ذخایر طلای ملی را از بلژیک تخلیه کرد.
۲۶: کاله (فرانسه) تسلیم آلمانی‌ها شد.

نیروهای بریتانیایی درحال تخلیه سواحل دانکرک

عملیات دانکرک، تخلیه ۳۴۰۰۰۰ سرباز متفقین از دانکرک، آغاز می‌شود. این حرکت تا ۳ ژوئن تحت بمباران لوفت‌وافه ادامه داشت.
۲۸: بلژیک تسلیم آلمانی‌ها شد. لئوپولد سوم پادشاه بلژیک تسلیم و بازداشت می‌شود.
۳۰: جلسه حیاتی کابینه بریتانیا: چرچیل علیرغم استدلال‌های شدید لرد ادوارد وود و چمبرلین، در مورد ادامه جنگ رأی می‌آورد.
۳۱: ژاپنی‌ها به شدت پایتخت ملی‌گرایان چونگ‌کینگ، در یانگ‌تسه را بمباران کردند.

## ژوئن
۳: آخرین روز عملیات دینامو. ۲۲۴۶۸۶ سرباز انگلیسی و ۱۲۱۴۴۵ سرباز فرانسوی و بلژیکی تخلیه شده‌اند.
آلمانی‌ها پاریس را بمباران کردند.
۴: وینستون چرچیل سخنرانی خود را با عنوان «ما هرگز تسلیم نخواهیم شد» در مجلس عوام ایراد کرد.
۷: رزمناوهای آلمانی نبردناو گنایزناو و رزم‌ناو شارن‌هورست ناو هواپیمابر گلوریوس و دو ناوشکن را در نروژ غرق کردند. کشتی‌های بریتانیا هیچ پوشش هوایی نداشتند.
۹: ارتش سرخ درگیری در مرز لتونی را تحریک می‌کند.
۱۰: ایتالیا به فرانسه و بریتانیا اعلام جنگ داد. نروژ تسلیم شد. شاه نروژ هاکون هفتم و دولتش سه روز قبل به بریتانیا فرار کرده بودند. دولت فرانسه به تور (فرانسه) می‌رود.
۱۱: شروع محاصره مالت.
۱۲: بیش از ۱۰۰۰۰ سرباز انگلیسی از لشکر ۵۱ (هایلند) در سنت والری در شمال فرانسه اسیر شدند.
۱۳: دولت فرانسه دوباره تغییر مکان داد، این بار به بوردو.
۱۴: پاریس توسط نیروهای آلمانی اشغال شد. عناصر نیروی دریایی فرانسه مستقر در تولون عملیات تهاجمی را علیه اهداف ایتالیایی در امتداد ساحل لیگوریا انجام دادند.
محاصره نظامی کامل کشورهای بالتیک توسط ناوگان بالتیک شوروی. نیروهای شوروی در امتداد مرزهای بالتیک آماده سازماندهی کودتاهای کمونیستی در کشورهای بالتیک شدند. بمب‌افکن‌های شوروی یک هواپیمای مسافربری فنلاندی کالوا را که از تالین به هلسینکی پرواز می‌کرد و سه محموله دیپلماتیک از نمایندگی‌های ایالات متحده در تالین، ریگا و هلسینکی حمل می‌کرد، ساقط کردند.
۱۵: اولتیماتوم هشت ساعته برای تسلیم توسط شوروی به لیتوانی داده شد. رئیس‌جمهور اسمتونا از کشور فرار می‌کند، بنابراین تصاحب آن به صورت رسمی قانونی امکان‌پذیر نیست. نیروهای شوروی وارد لیتوانی شده و به مرزبانان لتونی حمله می‌کنند.
آغاز تخلیه نیروهای انگلیسی از بنادر در غرب فرانسه در عملیات هوایی.
۱۶: فیلیپ پتن با استعفای دولت رینود نخست‌وزیر فرانسه شد. شناور فرانسوی La Curieuse، زیردریایی ایتالیایی پروانو را مجبور می‌کند تا به سطح آب بیاید و سپس آن را با ضربه زدن غرق کند.
اتحاد جماهیر شوروی به لتونی و استونی اولتیماتوم هشت ساعته داد تا تسلیم شوند.
۱۷: غرق شدن کشتی مسافربری آر ام اس لانکاستریا در نزدیکی سن-نزر در حالی که به عنوان یک ناو نظامی بریتانیا استفاده می‌شد - حداقل ۳۰۰۰ نفر در بدترین فاجعه دریایی بریتانیا کشته شدند.
نیروهای شوروی وارد استونی، لتونی شدند.
۱۸: ژنرال شارل دو گل، یک دولت فرانسوی در تبعید را تشکیل داد.
استونی، لتونی و لیتوانی توسط شوروی اشغال شدند.
۲۰: فرانسوی‌ها به دنبال آتش‌بس با ایتالیایی‌ها هستند.
۲۱: مذاکرات آتش‌بس فرانسه و آلمان در کومپین آغاز شد.
عناصر دو ارتش ایتالیایی در جریان تهاجم ایتالیا به فرانسه وارد فرانسه شدند.
۲۱: ناو جنگی فرانسوی نبردناو لورن به بندر بردیه ایتالیا در شمال آفریقا لیبی ایتالیا آتش گشود. طی برخی از آخرین اقدامات فرانسوی‌ها علیه ایتالیایی‌ها، هواپیماهای نیروی دریایی فرانسه به تارانتو و لیورنو در سرزمین اصلی ایتالیا حمله کردند.
۲۱: کودتا به رهبری شوروی در کشورهای بالتیک. در تنها مقاومت نظامی در تالین، ۲ نفر در سمت استونی و حدود ۱۰ نفر در سمت شوروی جان خود را از دست می‌دهند.
۲۲: آتش‌بس فرانسه و آلمان طی قرارداد ترک مخاصمه ۲۲ ژوئن ۱۹۴۰ امضا شد.
۲۴: آتش‌بس فرانسه و ایتالیا امضا شد.

نقشه فرانسه پس از تسلیم

۲۵: فرانسه در ساعت ۰۱:۳۵ رسماً به آلمان تسلیم شد.
آخرین تخلیه عمدهٔ عملیات هوایی. ۱۹۱۸۷۰ سرباز متفقین، نیروی هوایی و تعدادی غیرنظامی از فرانسه فرار کردند.
۲۶: اتحاد جماهیر شوروی اولتیماتوم ارسال کرد و خواستار بیسارابیا و بوکوفینا شمالی از رومانی شد.
۲۷: رومانیایی‌ها پیشنهاد مذاکره کردند. مولوتف پاسخ می‌دهد که خواسته‌ها امتیاز زمین یا جنگ است. اولتیماتوم جدید شوروی به رومانیایی‌ها.
۲۸: ژنرال دوگل توسط بریتانیا به عنوان رهبر فرانسه آزاد شناخته شد.
مارشال ایتالو بالبو، فرمانده کل آفریقای شمالی ایتالیا (لیبی ایتالیا)، به‌طور تصادفی در یک "حادثه آتش دوستانه (آتش خودی)" توسط آتش ضدهوایی ایتالیایی در توبروک، لیبی کشته شد.
ارتش سرخ بسارابی رومانی و بخش شمالی بوکووینا را اشغال می‌کند.
لوفت‌وافه جزایر غیرنظامی شده جزایر مانش را بمباران می‌کند، آنها از غیرنظامی شدن مطلع نشده بودند. در گرنزی، ۳۳ کشته و ۶۷ زخمی، در جرسی، ۹ کشته و بسیاری مجروح شدند.
نیروهای محور و متفقین در جنوب غربی کرت درگیر می‌شوند.
۲۹: وزیر خارجه ژاپن، هاچیرو آریتا، قصد ژاپن را برای ایجاد بلوکی از کشورهای آسیایی به رهبری ژاپنی‌ها و عاری از قدرت‌های غربی اعلام کرد.
۳۰: آلمان به جزایر مانش حمله کرد.

## ژوئیه
۱: اشغال جزایر کانال توسط نیروهای آلمانی تکمیل شد.
فرانسه ویشی نقل مکان به ویشی.
مارشال رودولفو گراتزیانی به عنوان جانشین بالبو در شمال آفریقا معرفی شده‌است.
نیروی هوایی سلطنتی ایتالیا شروع به بمباران در فلسطین می‌کند.
۲: هیتلر دستور تهیه نقشه‌هایی را برای حمله به بریتانیا، با نام رمز عملیات شیر دریایی صادر می‌کند.
۲: آلدرنی تسلیم آلمانی‌ها شد.
۲: ساحل برایتون به روی عموم بسته‌است و معادن، سیم خاردار و سایر وسایل دفاعی در محل قرار داده شده‌است.
۳: کاردیف برای اولین بار توسط لوفت‌وافه بمباران می‌شود.
۳: انگلیس از ترس اینکه به دست آلمانی‌ها بیفتد به نیروی دریایی فرانسه حمله کرده و آنها را نابود می‌کند.
۴: انهدام ناوگان فرانسه در مرس الکبیر الجزایر توسط نیروی دریایی پادشاهی بریتانیا; دولت فرانسه ویشی در اعتراض به روابط دیپلماتیک خود با بریتانیا قطع کرد. در اسکندریه، فرانسوی‌ها موافقت کردند که کشتی جنگی فرانسوی نبردناو لورن و چندین کشتی کوچکتر را غیرنظامی کنند.
دوک ویندزور (آلوده به سوء ظن طرفدار نازیسم) فرماندار باهاما نامیده می‌شود و او را تا حدودی از بحث و جدل دور می‌کند.
۴: سارک (جزیره) تسلیم آلمان‌ها می‌شود. آلمانی‌ها اکنون تمام جزایر کانال بریتانیا را کنترل می‌کنند.
۴: دفتر اخبار آلمان گزیده‌ای از اسناد ضبط شده در طول سقوط فرانسه را در رابطه با عملیات پیک، یک طرح انگلیسی-فرانسوی برای بمباران میادین نفتی شوروی منتشر کرد. عملیات به خطر افتاده متعاقباً لغو شد.
۴: ایتالیایی‌ها کاسالا را تصرف کردند
۵: دو سیاستمدار بلژیکی، کامیل هویسمانس و مارسل هنری جاسپر، از ترس تسلیم شدن دولت رسمی بلژیک، هنوز در فرانسه، در تبعید در لندن، یک دولت غیررسمی تشکیل می‌دهند.
۹: یک زد و خورد دریایی نسبتاً بلاتکلیف نبرد کالابریا در سواحل ایتالیا رخ می‌دهد. هیچ کشتی گم نمی‌شود.
۱۰:نبرد بریتانیا با یورش‌های لوفت وافه به حمل و نقل کانال آغاز می‌شود.
پرزیدنت روزولت از کنگره می‌خواهد که آمادگی‌های نظامی را افزایش دهد.
۱۱: حملات  نیروی هوایی سلطنتی بریتانیا به مکان‌های دشمن در هلند و کارخانه‌های مهمات آلمان.
۱۲: حملات لوفت لوفت‌وافه به ولز، اسکاتلند و ایرلند شمالی.
۱۴: شوروی انتخابات تقلبی را در کشورهای بالتیک ترتیب داد. پارلمان‌ها در کنترل شوروی خواهند بود.
۱۶: آدولف هیتلر به ارتش خود دستور می‌دهد که برای حمله به بریتانیا، عملیات شیر دریایی.
۱۸: در پاسخ به مرس الکبیر، نیروی هوایی ویشی فرانسه جبل الطارق تحت کنترل بریتانیا را بمباران کرد.
۱۹: ژنرال یوهان لایدونر از استونی به سیبری تبعید شد.
۱۹: کشتی‌های متفقین با دو رزمناو سبک ایتالیایی درگیر شدند و یکی در نبرد کیپ اسپادا غرق شد.
۲۱: دولت چکسلواکی در تبعید به لندن رسید.
در کشورهای بالتیک، پارلمان‌های تحت کنترل شوروی درخواست عضویت در اتحاد جماهیر شوروی را می‌کنند.
۲۲: کنفرانس هاوانا تشکیل می‌شود. کشورهای نیمکره غربی برای بحث در مورد بی‌طرفی و همکاری اقتصادی گرد هم می‌آیند.
کونوئه فومیمارو به عنوان نخست‌وزیر ژاپن معرفی شد.
۲۳: «گارد خانگی» بریتانیا به‌طور رسمی تأسیس شد و از مردان مسن و کسانی که نمی‌توانند در نیروهای مسلح عادی خدمت کنند استفاده می‌کند.
۲۵: به همه زنان و کودکان دستور داده شده‌است که جبل‌الطارق را تخلیه کنند.
۲۶: ایالات متحده آمریکا ستاد کل (GHQ) ارتش ایالات متحده را فعال می‌کند که برای تسهیل بسیج با نظارت بر سازماندهی و آموزش نیروهای میدانی ارتش در قاره آمریکا طراحی شده‌است که با نام رمز منطقه جبهه آمریکا (۱۹۳۹–۱۹۴۵).
۳۰: رئیس‌جمهور استونی، کونستانتین پاتس، توسط شوروی دستگیر و به روسیه تبعید شد.

## اوت
به اصطلاح ("جنگ نشان‌های پین") در لوکزامبورگ اشغالی آغاز می‌شود، زیرا غیرنظامیان به‌طور برجسته نشان‌های برگردان میهن‌پرستانه را بر تن می‌کنند، در حالی که تلاش‌های نازی‌ها برای "آلمانی کردن" قلمرو ادامه دارد.
۱: هیتلر ۱۵ سپتامبر را به عنوان تاریخ برای عملیات شیر دریایی، حمله به بریتانیا تعیین می‌کند.
ویاچسلاو مولوتف، وزیر امور خارجه شوروی، ضمن حمله شفاهی به بریتانیا و ایالات متحده، پیمان مولوتوف-ریبنتروپ را در شورای عالی شوروی تأیید می‌کند. او همچنین تأکید می‌کند که مرزهای اتحاد جماهیر شوروی به سواحل دریای بالتیک منتقل شده‌است.
نیروی دریایی سلطنتی ایتالیا پایگاه زیردریایی بتاسوم خود را در بوردو تأسیس می‌کند و به نبرد اقیانوس اطلس (۱۹۳۹–۱۹۴۵) می‌پیوندد.
۱–۴: عملیات عجله، اولین کاروان مالت، انجام شد.
۲: ژنرال شارل دو گل توسط دادگاه نظامی فرانسه به‌طور غیابی به اعدام محکوم شد.
اشغال بیسارابیا و بوکوفینای شمالی توسط شوروی
۳: اتحاد جماهیر شوروی به‌طور رسمی لیتوانی را ضمیمه می‌کند ایجاد جمهوری شوروی سوسیالیستی لیتوانی.
۴: نیروهای ایتالیایی به فرماندهی ژنرال گوگلیلمو ناسی حمله کرده و آن را اشغال کردنداشغال سومالی بریتانیا توسط ایتالیا در طول عملیات آفریقای شرقی.
۵: عدم دستیابی به برتری هوایی و آب و هوای بد در کانال منجر به تعویق حمله به بریتانیای کبیر می‌شود.
اتحاد جماهیر شوروی به‌طور رسمی لتونی را ضمیمه می‌کند جمهوری شوروی سوسیالیستی لتونی.
۶: اتحاد جماهیر شوروی به‌طور رسمی استونی را ضمیمه می‌کند جمهوری شوروی سوسیالیستی استونی.
۱۱–۱۵: اشغال سومالی بریتانیا توسط ایتالیا. برای جلوگیری از محاصره، بریتانیا عقب‌نشینی می‌کند.
۱۳: هرمان گورینگ فرمانده نیروی هوایی آلمان لوفت‌وافه، حمله دو هفته‌ای به فرودگاه‌های بریتانیا را برای آماده‌سازی برای تهاجم آغاز می‌کند. (برای برخی از مورخان آلمانی، این آغاز «نبرد بریتانیا» است.)
۱۴: دانشمند بریتانیایی سر هنری تیزارد برای مأموریت تیزارد عازم ایالات متحده می‌شود و تعدادی از فناوری‌های محرمانه بریتانیا از جمله مگنترون حفره‌ای، دستگاه مخفی رادار را به آمریکایی‌ها می‌دهد. رادار در حال حاضر خود را در دفاع از بریتانیا ثابت کرده‌است.
۱۵: پیروزی‌های نیروی هوایی سلطنتی بریتانیا بر لوفت‌وافه در نبردی گسترده در امتداد ساحل شرقی ادامه دارد. تولید هواپیماهای جنگنده بریتانیا شروع به شتاب گرفتن می‌کند.
غرق شدن رزمناو یونانی ناو الی (۱۹۱۲) توسط یک زیردریایی ایتالیایی در ۱۵ اوت ۱۹۴۰ در بندر تینوس.
۱۶: نبرد بریتانیا ادامه دارد؛ بُرد ضعیف هواپیماها و استفاده گسترده بریتانیایی‌ها از رادار، آلمانی‌ها را با مشکل مواجه کرده‌است.
اولین پیش‌نویس توافقنامه ناوشکن‌ها برای پایگاه‌ها توسط ایالات متحده و بریتانیا علنی شد.
۱۷: هیتلر محاصره جزایر بریتانیا را اعلام کرد.
۱۸: نبرد سنگین در نبرد بریتانیا; آلمانی‌ها متحمل خسارات شدید در سازنده‌های بمب‌افکن می‌شوند. گورینگ در میان خلبانان جنگنده خود دستور می‌دهد که از نزدیک از بمب‌افکن‌ها محافظت کنند و توانایی‌های آنها را محدودتر کنند.
۱۹: نیروهای پادشاهی ایتالیا بربره، پایتخت سومالی‌لند بریتانیا را می‌گیرند و مدافعان بریتانیایی به عدن می‌گریزند عدن. سقوط بربرا تهاجم مستعمره بریتانیا را کامل می‌کند. در پایان ماه، ایتالیایی‌ها سومالی لند بریتانیا و چندین شهر و قلعه در امتداد مرز با سودان و کنیا از جمله کسلا، قلابات، سودان، و مویالی را کنترل می‌کنند.
۲۰: ایتالیا از محاصره بنادر بریتانیا در منطقه مدیترانه خبر داد.
سخنرانی چرچیل «هرگز اینقدر زیاد به این تعداد کم نبود» سخنرانی در مجلس عوام بریتانیا.
۲۰: کمونیست‌های چینی حمله صد هنگ متجاوز را علیه ژاپنی‌ها در شمال چین آغاز کردند.
۲۲: آلمانی‌ها دوور (انگلستان) و منطقه ساحلی مجاور را با توپخانه دوربرد گلوله‌باران می‌کنند.
ساعت ۲۴: هواپیماهای آلمانی به اشتباه کلیسایی در کریپلگیت را بمباران کردند و به‌طور تصادفی شکل آینده نبرد بریتانیا را دیکته کردند.
۲۵: چرچیل به انتقام بمباران شب قبل در کریپلگیت دستور بمباران برلین را می‌دهد.
۲۶: لندن و برلین هر دو بمباران شدند، برلین برای اولین بار.
۲۷: دوالا در کامرون فرانسوی تسخیر شد و بلافاصله پس از آن کل مستعمره نیز تصرف شد.
۳۰: بمباران انگلیس ادامه دارد. لندن اکنون به تلافی بمباران برلین در جنگ جهانی دوم، بمباران شده‌است؛ بنابراین، آغاز «بلیتس لندن».
آدولف هیتلر و بنیتو موسولینی به اصطلاح جایزه دوم وین را دیکته کردند که رومانی را مجبور کرد شمال ترانسیلوانیا (شامل کل مارامورش و بخشی از کریشانا) را به مجارستان تحویل دهد.
۳۱: حملات لوفت‌وافه به فرودگاه‌های بریتانیا و همچنین لندن ادامه دارد. حملات به تأسیسات رادار بی‌اثر است.
۳۱: دو ناوشکن نیروی دریایی سلطنتی در سواحل هلند در به اصطلاح فاجعه تکسل غرق شدند.

## سپتامبر
۲: توافقنامه معامله ناوشکن برای پایگاه تکمیل شد. بریتانیا ۵۰ ناوشکن در ازای اعطای کمک‌های زمینی به ایالات متحده در دارایی‌های مختلف بریتانیا برای ایجاد پایگاه‌های دریایی و هوایی آمریکا، با اجاره‌ای نود و نه ساله بدون اجاره در پایگاه‌های باهاما، آنتیگوآ، سنت لوسیا، ترینیداد، جامائیکا و گویان بریتانیا دریافت می‌کند.
۳: هیتلر حمله به بریتانیا را به تعویق می‌اندازد، زیرا لوفت وافه نمی‌تواند دفاع بریتانیا را بشکند. با این حال، ترس از تهاجم آتی همچنان بر بریتانیا دامن زده‌است.
۶: پادشاه کارول دوم از تاج و تخت رومانی به نفع پسرش میکائیل میهای یکم کناره‌گیری می‌کند در حالی که کنترل دولت توسط مارشال ایون آنتونسکو در دست گرفته می‌شود.
۷: در یکی از قضاوت‌های نادرست اصلی جنگ، لوفت‌وافه تمرکز خود را به لندن و دور از فرودگاه‌های نیروی هوایی سلطنتی بریتانیا تغییر می‌دهد. موفقیت را می‌توان تنها با ۲۰۰۰ کشته غیرنظامی سنجید. شهرهای دیگر بریتانیا ضربه خورده‌اند. بلیتس شروع می‌شود.
۹: در طول نبرد صحرای غربی، نیروهای استعماری ایتالیایی در لیبی به فرماندهی ژنرال ماریو برتی، یورش ایتالیا به مصر را آغاز کردند. هدف اول، پیشروی از مواضع دفاعی در داخل لیبی تا مرز با مصر است.
تل‌آویو در قیمومیت بریتانیا در فلسطین توسط هواپیماهای ایتالیایی بمباران می‌شود که باعث کشته شدن ۱۳۷ نفر شد.
۱۰: عملیات شیر دریایی اکنون برای ۲۴ سپتامبر تعیین شده‌است.
سپاه هوایی ایتالیا برای مبارزه در نبرد بریتانیا تشکیل شد.
۱۳: پس از تصرف مجدد قلعه کاپوزو در داخل لیبی، نیروهای استعماری ایتالیایی از مرز عبور کرده و به سمت مصر پیشروی می‌کنند. ایتالیایی‌ها بندر کوچک السلوم را تصرف می‌کنند، اما تنها مقاومت در برابر تهاجم، نیروی بازرسی سبک بریتانیایی است که با پیشروی ایتالیایی‌ها عقب‌نشینی می‌کند.
۱۴: عملیات شیر دریایی تا ۲۷ شهریور، آخرین روز ماه با جزر و مد مناسب برای تهاجم به تعویق افتاد.
۱۵: بمباران گسترده آلمان در شهرهای انگلیسی. اکثراً رانده شده‌اند نیروی هوایی سلطنتی بریتانیا  شروع به ادعای پیروزی در نبرد بریتانیا می‌کند.
۱۶: قانون آموزش انتخابی و خدمات سال ۱۹۴۰ اولین خدمت اجباری در زمان صلح خدمت وظیفه عمومی (این بار برای مردان بین ۲۱ تا ۳۵ سال) را در تاریخ ایالات متحده معرفی می‌کند.
یورش ایتالیا به مصر زمانی متوقف می‌شود که تقریباً پنج لشکر ایتالیایی پس از پیشروی در حدود ۹۵ کیلومتر (۵۹ مایل) به سمت سیدی برانی به صورت دفاعی در یک سری از اردوگاه‌های مسلح قرار گرفتند. ایتالیایی‌ها هرگز به مواضع اصلی بریتانیا در مرسی مطروح نزدیک نمی‌شوند.
۱۷: پیام‌های رمزگشایی نشان می‌دهد که هیتلر عملیات شیر دریایی را تا اطلاع ثانوی به تعویق انداخته‌است.
۱۸: رادیو بلژیک، یک سرویس رادیویی فرانسوی و هلندی زبان بی‌بی‌سی، پخش برنامه‌های خود را از پایگاه خود در لندن به بلژیک اشغالی آغاز کرد.
۲۲: تلفات سنگین کاروان به U-boats در اقیانوس اطلس.
ژاپنی‌ها هندوچین فرانسه را اشغال کردند؛ مدیران محلی فرانسوی تنها به مقامات رسمی تبدیل می‌شوند.
۲۳: نیروهای آزاد فرانسوی و بریتانیایی اقدام به فرود در نبرد داکار، آفریقای غربی فرانسه کردند. نیروهای دریایی ویشی فرانسه به مدت دو روز به‌طور پراکنده آتش گشودند و اکسپدیشن به عقب فراخوانده شد.
ساعت ۲۴: برلین مورد بمباران بزرگی توسط نیروی هوایی سلطنتی بریتانیا قرار گرفت.
در پاسخ به داکار، نیروی هوایی ویشی فرانسه برای اولین بار از ۱۸ جولای جبل‌الطارق را بمباران کرد.
۲۵: هواپیمای فرانسوی ویشی برای دومین روز از بمباران به جبل الطارق بازگشت.
لشکر ۵ ژاپنی به هانوی، هندوچین فرانسه راهپیمایی می‌کند.
۲۷: پیمان سه‌جانبه در برلین توسط آلمان، ایتالیا و ژاپن امضا شد و وعده کمک متقابل را داد. یک نام غیررسمی، «محور» ظاهر می‌شود.
۲۸: ویدکون کوئیسلینگ رئیس دولت در نروژ می‌شود.

## اکتبر
۱–۳۱: ایالات متحده مناطق سپاه را که در سال ۱۹۲۱ برای انجام وظایف اداری مناطق مختلف ایالات متحده ایجاد شده بود از چهار ارتش میدانی که در سال ۱۹۳۲ تأسیس شده بودند جدا می‌کند.
۱: ناسیونالیست‌های چینی و کمونیست‌های چینی در جنوب چین با یکدیگر می‌جنگند. در همین حال، نیروهای ژاپنی در چانگشا عقب‌نشینی کردند.
۲: بمباران بلیتس در طول ماه ادامه دارد.
۳: یهودیان ورشو به محله یهودی‌نشین ورشو هدایت می‌شوند.
۴: آدولف هیتلر و بنیتو موسولینی در گذرگاه برنر ملاقات می‌کنند تا در مورد چشم‌انداز جنگ صحبت کنند.
۷: در پاسخ به درخواست رومانیایی‌ها در ۷ سپتامبر، آلمان یک مأموریت نظامی به رومانی تهاجم به یوگسلاوی اعزام کرد تا برای ارتش رومانی آموزش دهد و از میادین نفتی رومانی محافظت کند.
۹: نویل چمبرلین به دلایل سلامتی از مجلس عوام استعفا داد. وینستون چرچیل به عنوان رئیس حزب محافظه‌کار انتخاب شد.
۱۲: هرگونه تهاجم آلمان به بریتانیا حداکثر تا بهار ۱۹۴۱ به تعویق افتاد.
۱۲: نیروی دریایی سلطنتی با چندین کشتی ایتالیایی که پس از یک مأموریت کاروان به مالت به آنها حمله کردند، درگیر شد و آنها را شکست داد.
۱۳: غیرنظامیان بریتانیایی هنوز در اثر بمب‌های آلمان کشته می‌شوند، اگرچه حملات به میزان قابل توجهی کاهش یافته‌است.
۱۴: فاجعه ایستگاه ایستگاه بالهام. بمب آلمانی ۳۲ فوت زیر زمین را سوراخ کرد و ۶۶ نفر را کشت.
15: کلارنس آدیسون دیکسترا مدیر خدمات انتخابی سامانه خدمات انتخابی در ایالات متحده می‌شود.
۱۵: موسولینی و نزدیکترین مشاورانش تصمیم می‌گیرند به  یونان حمله کنند.
۱۶: پیش نویس ثبت‌نام در ایالات متحده آغاز می‌شود.
۱۹: ایتالیایی‌ها بحرین را بمباران کردند.
۲۰: هواپیماهای ایتالیایی قاهره، مصر قاهره و پالایشگاه‌های نفت تحت کنترل آمریکا در الحمایه بریتانیا از بحرین را بمباران کردند.
۲۱: لیورپول برای دویستمین بار بمباران شد.
۲۳: آدولف هیتلر با فرانسیسکو فرانکو در اوندای (کمون)، نزدیک مرز اسپانیا و فرانسه ملاقات می‌کند. هیتلر امیدوار است که فرانکو را متقاعد کند که در سمت محور وارد جنگ شود.
۲۴: پس از ملاقات با فرانکو، هیتلر به مونتوآر می‌رود، جایی که ملاقاتی با فیلیپ پتن فیلیپ پتن انجام شد که به معنای آغاز همکاری سازمان یافته فرانسه با رژیم نازی بود.
۲۴: نیروی هوایی ایتالیا اولین اقدام خود را در طول نبرد بریتانیا مشاهده کرد نبرد بریتانیا.
۲۵: برلین و هامبورگ به شدت بمباران شدند.
۲۸: حدود ساعت ۰۳:۰۰ صبح سفیر ایتالیا در یونان به یونان اولتیماتوم می‌دهد و متاکساس نخست‌وزیر یونان پاسخ می‌دهد: «پس جنگ است». ارتش سلطنتی ایتالیا از آلبانی تحت کنترل ایتالیا به یونان حمله می‌کند. هیتلر از ابتکار متحد خود خشمگین می‌شود.
۲۹: تلفات بسیار سنگین کاروان در این مدت با افزایش تعداد یوبوت‌ها.
۲۹: اولین طرح اعداد برای پیش نویسان قانون خدمات انتخابی ایالات متحده.
۳۰: رئیس‌جمهور روزولت، در میانه مبارزات انتخاباتی، قول می‌دهد که «پسران ما» را به جنگ نفرستد.
۳۱: دولت ناحیه ورشو همه یهودیان ساکن ورشو را به گتوها منتقل کرد.

## نوامبر
۱: ترکیه در جنگ ایتالیا و یونان اعلام بی‌طرفی کرد.
۲: پیشروی ایتالیا به یونان ادامه دارد. وووسا دستگیر می‌شود و هواپیماهای ایتالیایی سالونیک را بمباران می‌کنند.
۵: رئیس‌جمهور روزولت برای سومین بار پیروز می‌شود. بریتانیایی‌ها این رویداد را نویدبخش کمک بیشتر ایالات متحده می‌دانند.
۵: اچ‌ام‌اس جرویس بی، یک رزمناو تجاری، در حین انجام وظیفه کاروان غرق می‌شود، اما بسیاری از کاروان فرار می‌کنند. باخت تبدیل به یک رویداد رسانه ای می‌شود.
۷: مشخص می‌شود که ایرلند از استفاده بریتانیا از بنادر خود به عنوان پایگاه دریایی خودداری خواهد کرد.
۸: نبرد Elaia-Kalamas پایان یافت و ایتالیایی‌ها به حمله بیهوده خود در یونان پایان دادند.
۹: نویل چمبرلین می‌میرد.
۱۱: حمله نیروهای دریایی بریتانیا به نیروی دریایی ایتالیا در تارانتو نبرد تارانتو. بمب افکن‌های اره‌ماهی از اچ‌ام‌اس الیوستریوس (۸۷) به سه کشتی جنگی، دو رزمناو و چندین کشتی کمکی آسیب می‌رسانند. این رویداد خطوط تدارکات بریتانیا را در دریای مدیترانه ایمن می‌کند. موفقیت بریتانیا توسط ارتش ژاپن که از قبل برای حمله به پرل هاربرر آماده می‌شود، مورد مطالعه قرار خواهد گرفت.
۱۲: مولوتف با هیتلر و ریبنتروپ در برلین ملاقات می‌کند. نظم نوین جهانی در حال بحث است. مولوتف علاقه شوروی را به فنلاند، بلغارستان، رومانی، داردانل و بسفر ابراز می‌کند، اما هیتلر در خطوط کلی در مورد حوزه‌های نفوذ جهانی بین روسیه، آلمان، ایتالیا و ژاپن صحبت می‌کند.
۱۲: در نبرد گابن، نیروهای بریتانیا به پایان رساندن آفریقای مرکزی را از فرانسوی‌های ویشی بیرون آوردند.
۱۳: مولوتف دوباره با هیتلر ملاقات می‌کند و از فنلاند درخواست پذیرش می‌کند. هیتلر اکنون در برابر هر تلاشی برای گسترش نفوذ شوروی در اروپا مقاومت می‌کند. او بریتانیا را شکست خورده می‌بیند و هند را به شوروی پیشنهاد می‌کند.
نبرد پیندوس با پیروزی یونانی‌ها به پایان می‌رسد.
۱۴: یورش شبانه سنگین به کاونتری. کلیسای جامع کاونتری تخریب شده و مرکز قرون وسطی شهر تسطیح شده‌است.
در طی جنگ یونان و ایتالیاضد حمله یونانی علیه ایتالیایی‌ها آغاز می‌شود.
۱۵: اتحاد جماهیر شوروی برای پیوستن به پیمان سه‌جانبه و شریک شدن در غنایم امپراتوری بریتانیا دعوت شد. گتوی یهودی ورشو از بقیه شهر محاصره شد.
۱۶: چرچیل دستور می‌دهد برخی از نیروهای انگلیسی در شمال آفریقا به یونان فرستاده شوند، علیرغم نگرانی رهبران نظامی خود مبنی بر اینکه آنها در کارزار فعلی علیه ایتالیایی‌ها در شمال آفریقا مورد نیاز هستند.
۱۹: یونانی‌ها به پیشروی ادامه می‌دهند و نیروهای ایتالیایی را از خاک یونان بیرون می‌کنند. د حمله یونانی
۲۰: مجارستان پیمان سه‌جانبه را امضا می‌کند.
۲۱: دولت بلژیک در تبعید در بریتانیا به ایتالیا اعلان جنگ داد.
۲۲: سقوط کوریتسا کورچه به دست یونانیان.
۲۳: رومانی پیمان سه جانبه پیمان سه‌جانبه را امضا می‌کند.
۲۴: جمهوری اسلواکی (۱۹۳۹–۱۹۴۵) پیمان سه جانبه را امضا می‌کند.
۲۵: اتحاد جماهیر شوروی شرایطی را برای پیوستن به پیمان سه جانبه از جمله دستاوردهای جدید ارضی برای روسیه به او می‌دهد.
۲۹: بمباران گسترده شبانه در لیورپول.
۳۰: بمباران بزرگ در ساوت‌همپتون در جنوب انگلستان. شهر دوباره در شب بعد، بریستول بریستول در ۲ دسامبر، و بیرمنگام بیرمنگام در روز سوم دسامبر دوباره ضربه می‌زند.

## دسامبر
وضعیت متفقین و قدرت‌های محور در دسامبر ۱۹۴۰، نشان دهنده گسترش بزرگ محور در اروپا و شمال آفریقا است.
۱–۸: نیروهای یونانی به عقب راندن ارتش ایتالیا ادامه می‌دهند و شهرهای پوگرادک پوگرادتس، سارانده و گیروکاستر را تصرف می‌کنند.
۱: حملات بمب‌گذاری در طول ماه بین آلمان و بریتانیا رد و بدل می‌شود. اول بمب‌های آلمانی و سپس بریتانیایی.
جوزف کندی سینیر، سفیر ایالات متحده در بریتانیا، پس از انجام مصاحبه روزنامه‌ای که در آن اظهار داشت «دموکراسی در انگلیس به پایان رسیده‌است»، از رئیس‌جمهور روزولت خواسته می‌شود استعفا دهد.
۵: نیروی هوایی سلطنتی بریتانیا دوسلدورف و تورین را بمباران می‌کند.
۶–۹: سربازان بریتانیایی و هندی نیروی صحرای غربی عملیات قطب‌نما، حمله‌ای علیه نیروهای ایتالیایی در مصر را آغاز کردند. ایتالیایی‌ها دارای هفت لشکر پیاده‌نظام و گروه مالتی در مواضع دفاعی مستحکم هستند. حملات اولیه علیه پنج اردوگاه ایتالیایی در اطراف و جنوب سیدی برانی آغاز شد. اردوگاه‌ها تسخیر می‌شوند، ژنرال ایتالیایی پیترو مالتی کشته می‌شود، و گروه مالتی، لشکر ۱ لیبی، لشکر ۲ لیبی و لشکر ۴ پیراهن مشکی تماماً نابود شدند. واحدهای ایتالیایی باقی مانده در مصر مجبور به عقب‌نشینی به سمت لیبی شدند.
۸: فرانسیسکو فرانکو ورود اسپانیا به جنگ را رد کرد. نتیجه فوری این است که هیتلر مجبور می‌شود حمله به جبل‌الطارق را لغو کند.
۱۲: در شمال آفریقا، بیش از ۳۹۰۰۰ ایتالیایی در مصر از کشته شده یا اسیر شدند.
۱۶: اولین حمله شبانه نیروی هوایی سلطنتی بریتانیا  - در مانهایم، آلمان.
در شمال آفریقا، انگلیسی‌ها در السلوم در مصر فرماندهی می‌کنند و قلعه کابوتزو در لیبی را تصرف می‌کنند.
۱۸: هیتلر دستور شروع برنامه‌ریزی برای عملیات بارباروسا، تهاجم آلمان به اتحاد جماهیر شوروی را صادر کرد.
۲۲–۲۴: بمباران منچستر.
۲۸: جنگ یونان و ایتالیا همچنان برای ایتالیایی‌ها بد پیش می‌رود و یونانی‌ها تقریباً یک چهارم آلبانی را در اختیار دارند.
ایتالیا از آلمان علیه یونانی‌ها درخواست کمک نظامی می‌کند.
۲۹: حملات هوایی بزرگ آلمان به لندن. کلیسای جامع سنت پل آسیب دید.